# 信州塩尻農業公園チロルの森
チロルの森（チロルのもり）は、長野県塩尻市にあるワールドインテックの運営する体験型総合テーマパークである。

## 概要
1999年開園。オーストリア・チロル地方をモチーフにしており、ヨーロッパの牧歌的な景観や農業体験などを楽しむことが出来る。主な特徴はラベンダー畑や牧舎があり、乗馬や動物とのふれあいなど自然に溶け込んだ施設となっている。定期的にキャラクターショーや音楽祭等が開かれており、小さな子供がいる家族向けのイベントを行っている。2020年末まで信州ファーム（ファーム）が運営していた。また、駐車場が広いため（2000台収容可能）カーミーティングの会場に使用される事が多い。
自家製品の開発に積極的に関わっており、地産地消の考えを元に地元企業と共同開発する事が多い。
マスコットキャラクターに「チロリス」がいる。

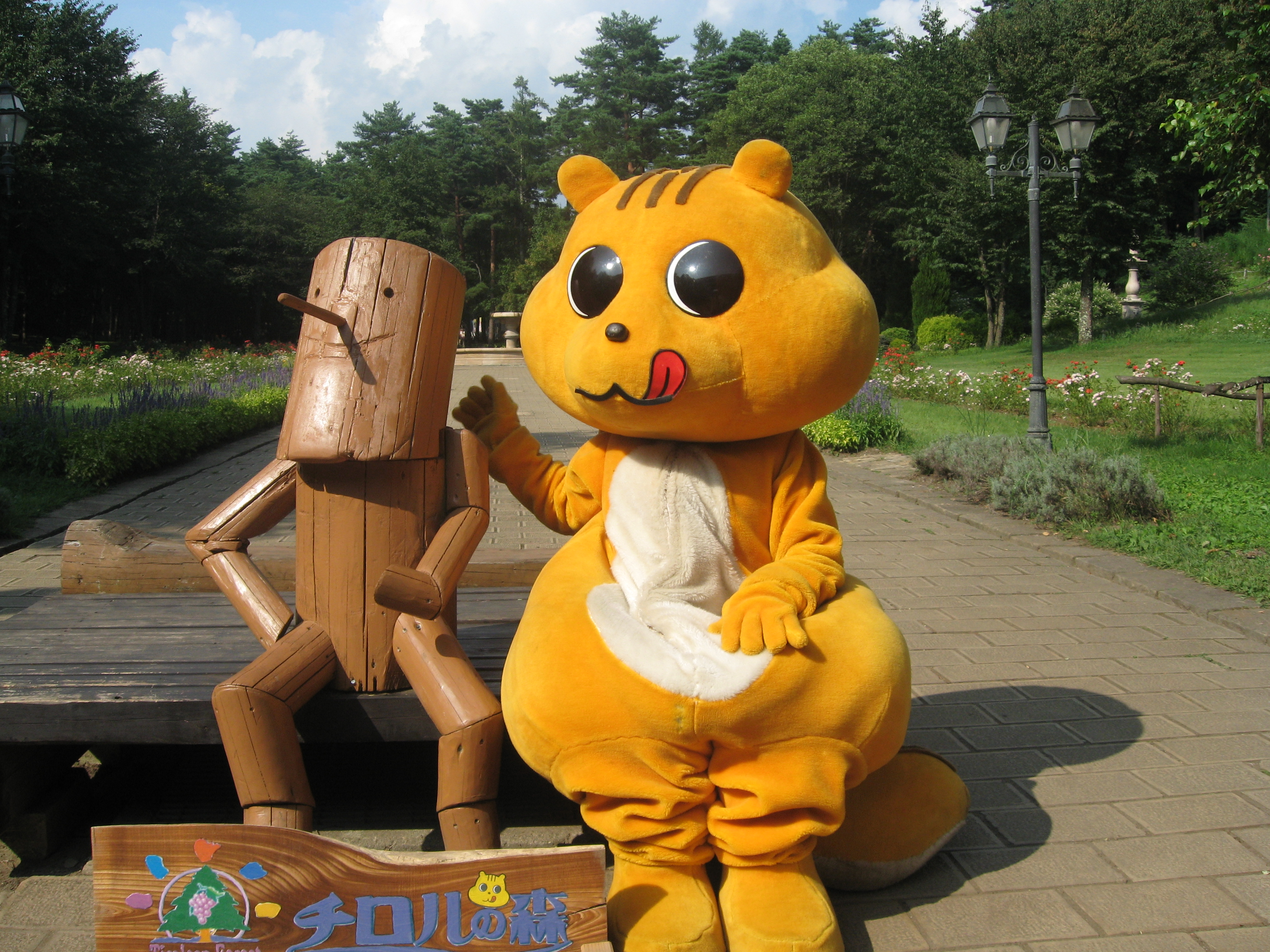
マスコットキャラクター「チロリス」

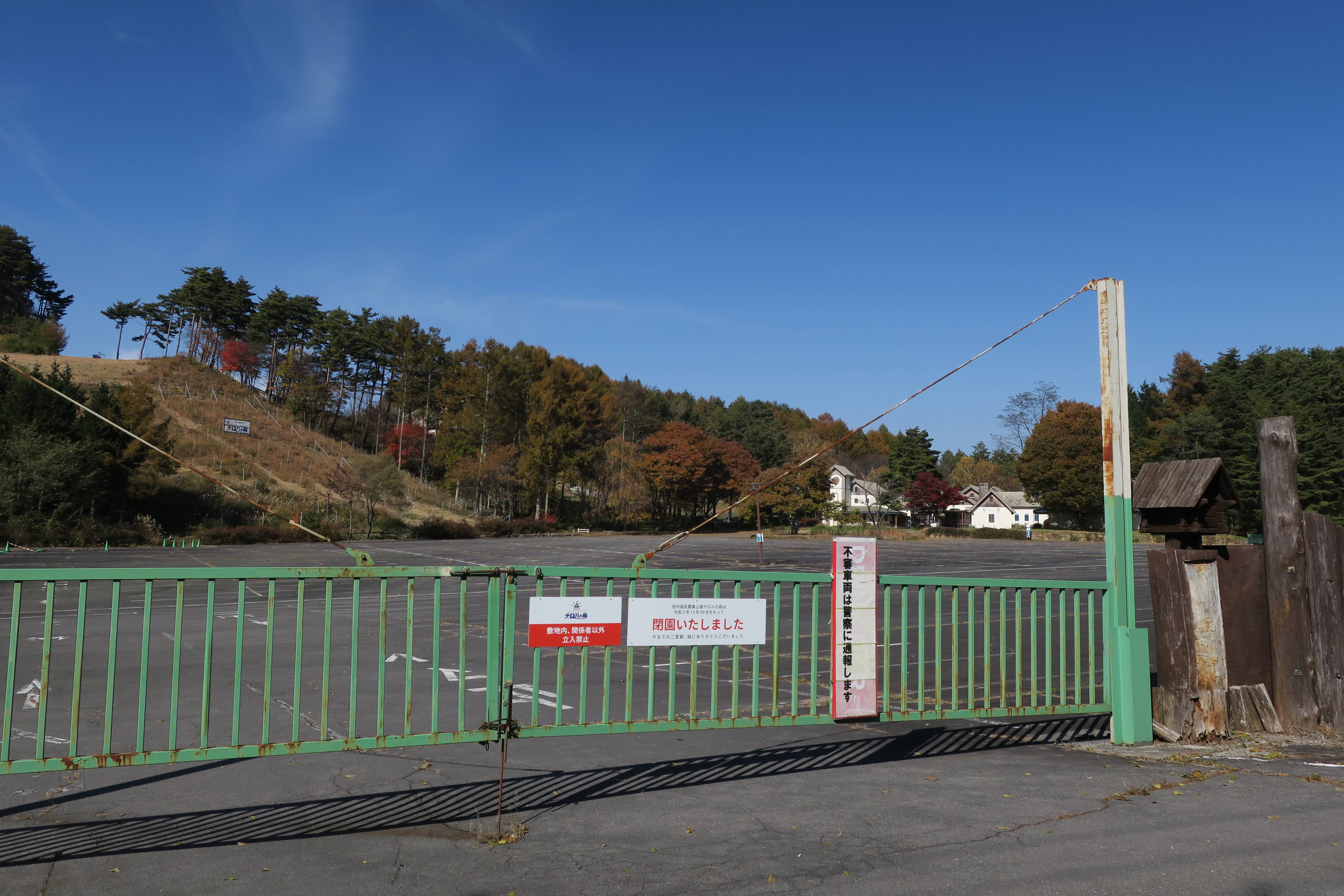
閉園後（2021年11月）

一度2020年(令和2年)11月29日を以て廃園しており、それまでは株式会社ファームが運営していた。
2020年9月28日、新型コロナウイルス感染症の影響で同年11月29日に閉園することが発表され、予定通り11月29日に閉園した。閉園に伴い飼育されていた動物は他施設へ引っ越した。塩尻市長（当時）の小口利幸は閉園について「残念だが致し方ない」とコメントしている。
閉園後の2022年8月6日、塩尻市観光協会と塩尻市の主催のイベント「自然の中のふれあい広場～かわいい動物大集合」が1日限定で開催された。
2024年3月26日に開かれた塩尻市こども議会で小学生の児童からチロルの森を復活させてほしいと求められ、塩尻市長の百瀬敬は施設を所有する会社と対応を話し合っているとし、「再び開場できるよう頑張ります」と述べた。
運営会社がワールドインテックに変わり2024年7月27日から同年9月1日まで限定営業している。
廃園間近の2020年11月時点の入園料は大人1000円だったが、2024年復活時には800円に値下げされている。
2025年4月26日からの再開が決定し実に4年半ぶりのことである。初年度の開業期間は4月26日から11月24日までとしている。入園料は中学生以上が2020年閉園時と同じ1000円としている。

### 現行入園料
- 中学生以上 1000円
- 小学生以下　500円（3歳以下無料）
- ワンちゃん　300円（クリーンキット付・ドッグラン無料）ドッグラン利用は中型犬12㎏まで
- 現在年間パスポートの発行はなし

### 2024年の復活営業時
- 大人 800円[1]
- 子供 600円（3歳以下無料）[1]
- ワンちゃん 300円（クリーンキット付・ドッグラン無料）[11]

### 2020年時点
- [入園料金]
  - 大人 1000円
  - 子ども 500円
- [年間パスポート]
  - 大人 2000円
  - 子供 1000円

## エリア
4つのエリアに分かれている。2024年現在、地形などは2020年の廃業前の状況と大きく変わっていない。旧チロルの森にあった日本庭園エリアは改修工事により閉鎖されている。

### 森の入り口

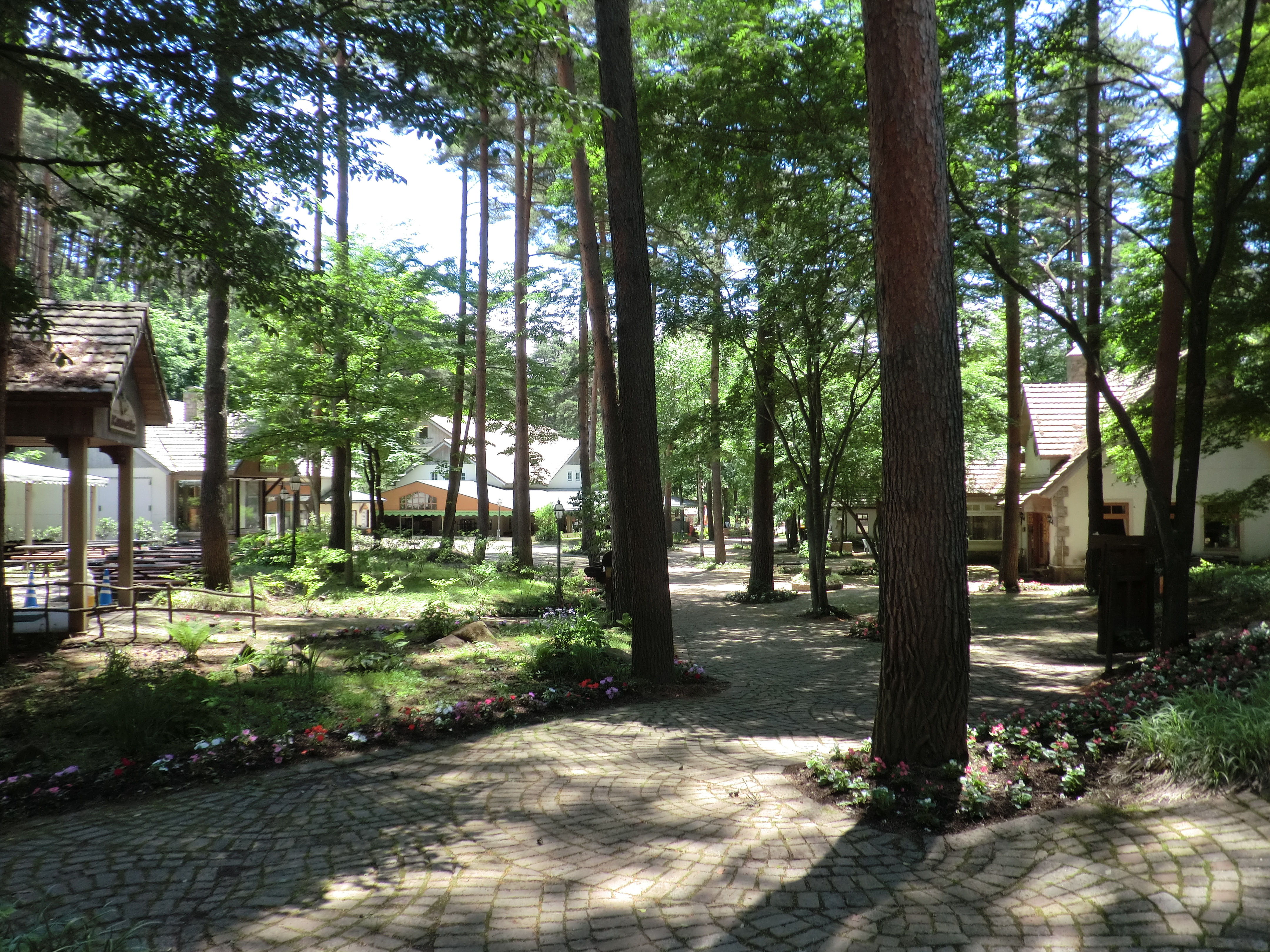
味の散歩道

- 入園ゲート
- ゲート横売店『おみやげの家』
- ファーストフード『グレンツェ』
- 授乳室
- 駐車場

### 憩いの森エリア
- 塩尻市イベント棟
- シルバニアファミリー あそびの家
  - ファーストフードコーナー
- シルバニアファミリー 体験の館
- 地域PRブース
- 木工教室
- 持ち込みBBQコーナー（現在準備中）

### 遊びのエリア
- 芝すべり
- アーチェリー
- キッズプレイコーナー
- ゴーカート場
- 池
- エアー遊具

### ふれあいまきば丘エリア
- 授乳室
- 丘のレストラン
- 動物ふれあい広場
  - 牧舎
  - 放牧場
  - ドッグラン

## 過去
2020年11月時点まで園内は森の入り口、味散歩の街、ワインとまきばの丘、遊びのエリア、と4つのエリアに分けられていた。

### 森の入り口
- 入園ゲート
- ゲート売店『グーテンターク』
- ファーストフード『グレンツェ』
- 授乳室
- お花畑

### 味の散歩道

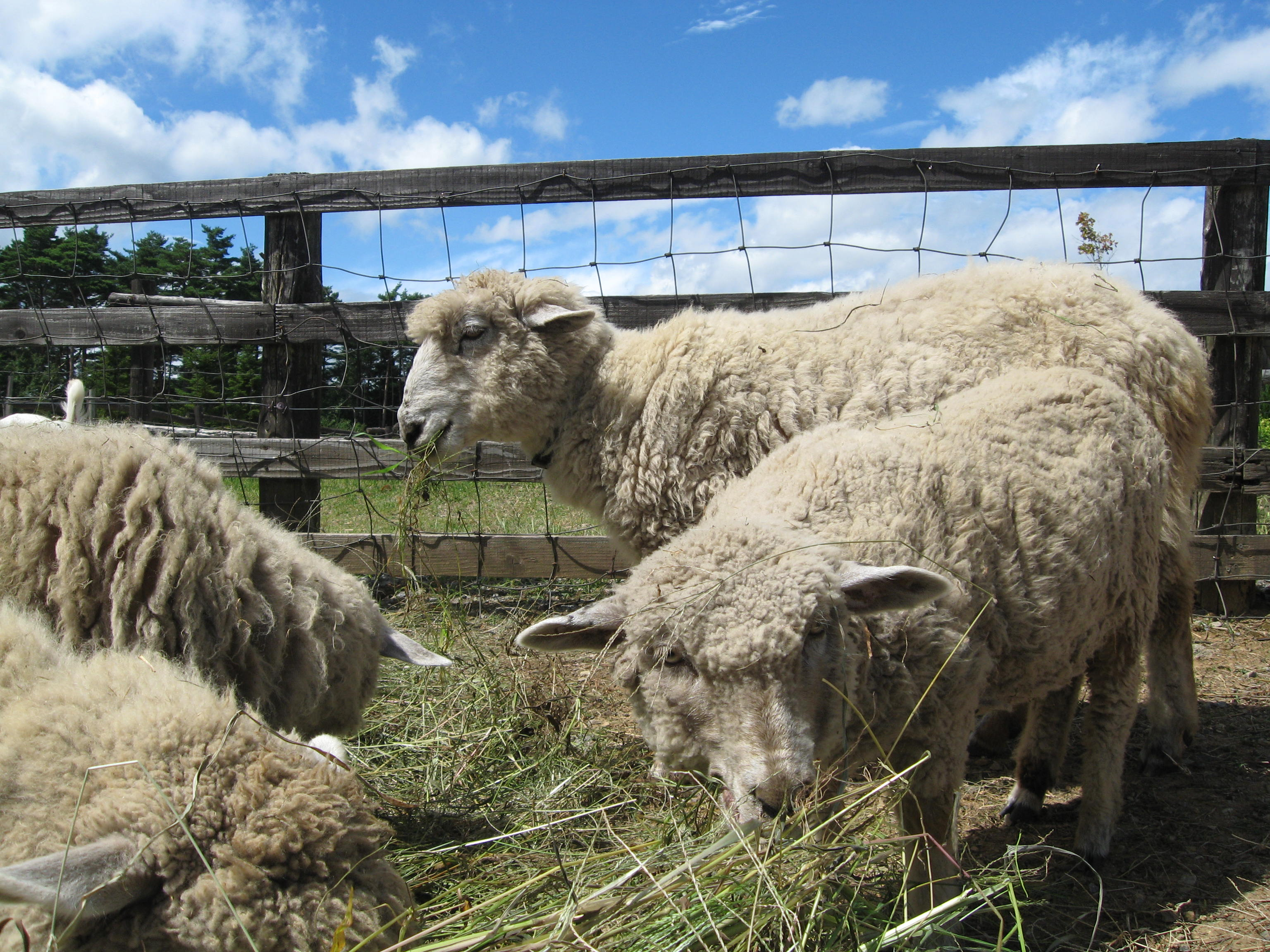
牧舎の羊

- 街のレストラン『アップフェルバーム』
- バーベキューレストラン『カメーリエ』
- 街のパン屋さん『ローゼ』
- ハム・ソーセージ工房『ネルケ』
- 地ビール工房『シュトロー』
- 木工クラフト体験教室『シュトラオス』
- 売店

### ワインとまきばの丘
- 丘のレストラン『アンチィローペ』
- 石窯パン・ピザ工房『ファザーン』
- 体験教室『ヒルシュ』
- ミルク工房『ファルケ』
- お食事処『東雲』
- 牧舎『チィーア』
- 乗馬ハウス『ファーレン』
- ファーストフード『ハーゼ』
- チューチュートレインのりば
- 授乳室
- ラベンダー畑

### 遊びのエリア
- サイクリング・パターゴルフ『ラッチィヒ』
- ファーストフード『マイス』
- ボートハウス『カロッテ』
- ゴーカート乗り場『シュパルゲル』
- カーニバル『ビルネ』
- アーチェリー・バーズーカ砲『アプリコーゼ』
- 森のドッグラン
- 農業体験

## 交通
- JR中央本線（中央線）塩尻駅から、塩尻市地域振興バス北小野線バスで勝弦三叉路バス停から徒歩約30分[1]。
  - 敷地内の出入園口近くに『チロルの森』バス停もあり開園期間に合わせて乗降の取り扱いがあった。2020年の当園廃業以降は例年通り休止され翌年2021年3月末を以って廃止された。当園は2025年に再開したがバス路線の変更は行われていない。
  - このほか、繁忙期に塩尻駅とチロルの森を結ぶ無料送迎バスが運行されることがある。
- JR中央線（辰野線）小野駅からタクシーで約20分。
- JR中央線 岡谷駅からタクシーで約20分。
- JR中央線 塩尻駅からタクシーで約30分。
- 長野自動車道岡谷インターチェンジから、国道20号塩尻方面へ、やまびこ公園入口交差点を左折し県道254号を経由、塩尻市道に入って案内板に従って走って7km[1]。
- 長野自動車道塩尻インターチェンジから、国道20号を岡谷方面へ、柿沢交差点で右折し塩尻市道を通って金井交差点を左折、国道153号を経由して市道にある案内板に沿って走行。県道254号を走る。

8km。

## 関連会社
- 株式会社ワールドインテック - 現運営者
- ファーム (愛媛県) - かつての運営者
- 信州ファーム